# Christopher Draper
Christopher Draper, DSC, britanski vojaški pilot, častnik, filmski igralec, kaskader in letalski as, * 15. april 1892, † 16. januar 1979.
Draper je med prvo svetovno vojno dosegel 12 zračnih zmag.